# ذا نيد فور سبيد
ذا نيد فور سبيد (بحاجة إلى السرعة) (بالإنجليزية: The Need for Speed)‏ واسم غلاف اللعبة كاملا : Road & Track Presents: The Need for Speed . هي لعبة إلكترونية من نوع سباق السيارات والمطاردة، أنتجت من قبل إلكترونيك آرتس سنة 1994 ، وتعد الجزء الأول من السلسلة.

## وصلات خارجية
- ذا نيد فور سبيد على موقع IMDb (الإنجليزية)

- The Need for Speed على موبي غيمز
- The Need For Speed: Special Edition على موبي غيمز
- The Need For Speed at Abandonia
- How to Play The Need for Speed on a Modern PC